# Walther Bolz
Walther Bolz (* 14. September 1901 in Schönau an der Katzbach, Landkreis Goldberg, Provinz Schlesien; † 10. Mai 1970 in Stuttgart) war ein deutscher Veterinärchirurg.

## Leben
Walther Bolz studierte Veterinärmedizin an der Tierärztlichen Hochschule Berlin und der Tierärztlichen Hochschule Dresden. 1920 wurde er Mitglied des Corps Cimbria Berlin. 1921 schloss er sich dem Corps Gothia Dresden an. Nach Abschluss des Studiums mit der Approbation zum Tierarzt und der Promotion zum Dr. med. vet. habilitierte er sich 1931 an der Tierärztlichen Hochschule Berlin, die ihn 1932 zum Privatdozenten ernannte und 1934 in der Berliner Universität aufging. 1935 erhielt er an der Universität Gießen eine Professur für Chirurgie. 1951 nahm er in Bad Mergentheim eine Stelle als Regierungsveterinärrat an. 1957 wurde er zum Professor für Tierheilkunde an die Landwirtschaftliche Hochschule Hohenheim berufen.
Der Schwerpunkt seiner wissenschaftlichen Arbeit in Hohenheim lag auf der Aufzucht spezifisch pathogenfreier Ferkel.

## Schriften
- Lehrbuch der allgemeinen Chirurgie für Tierärzte und Studierende, 1944, 2. umgearb. Aufl. 1951, 4. umgearb. Aufl. 1970
- Allgemeinnarkose beim Tier unter Berücksichtigung der Wild-, Zoo- und Laboratoriumstiere, 1961
- Seuchenfreie Ferkel, 1967